# Trametes discoidea
Trametes discoidea är en svampart som först beskrevs av Dicks., och fick sitt nu gällande namn av Rauschert 1990. Trametes discoidea ingår i släktet Trametes och familjen Polyporaceae.   Inga underarter finns listade i Catalogue of Life.